# رئوس مطالب ایران
|                          |  |                               |
| پرچم جمهوری اسلامی ایران |  | نشان رسمی جمهوری اسلامی ایران |

ایران یک کشور مستقل واقع در جنوب غربی آسیا و خاور میانه است. ایران از جنوب به دریای عمان و خلیج فارس و از شمال به دریای مازندران متصل است. تشیّع دین رسمی و فارسی زبان رسمی ایران است. ایران با مساحت ۱٬۶۴۸٬۱۹۵ کیلومتر مربع هفدهمین کشور وسیع دنیا محسوب می‌شود. ایران بیش از ۹۰ میلیون نفر جمعیت دارد. ایران از شمال با ارمنستان، جمهوری آذربایجان و ترکمنستان، از شرق با افغانستان و پاکستان و از غرب با عراق و ترکیه همسایه است. هم‌چنین از طریق دریای مازندران مستقیماً با روسیه و قزاقستان مرتبط است.

موقعیت ایران

ایران یکی از قدیمی‌ترین خاستگاه‌های تمدن بشری در جهان به حساب می‌آید. تمدن در این کشور از ۴٬۰۰۰ سال پیش از میلاد (بیش‌از ۶۰۰۰ سال قبل) وجود داشته‌است. در طول تاریخ ایران از نظر جغرافیایی کشور پراهمیتی بوده‌است. سیاست در ایران بر اساس قانون اساسی که در سال ۱۹۷۹ میلادی (۱۳۵۷ شمسی) به تصویب رسید، بنا شده‌است. قدرتمندترین فرد در ایران، در حال حاضر رهبر جمهوری اسلامی ایران یعنی سید علی خامنه‌ای است.
همچنین کشور ایران از نظر انرژی و اقتصادی در دنیا اهمیت زیادی دارد. دلیل آن وجود منابع عظیم نفت و گاز طبیعی در این کشور است.

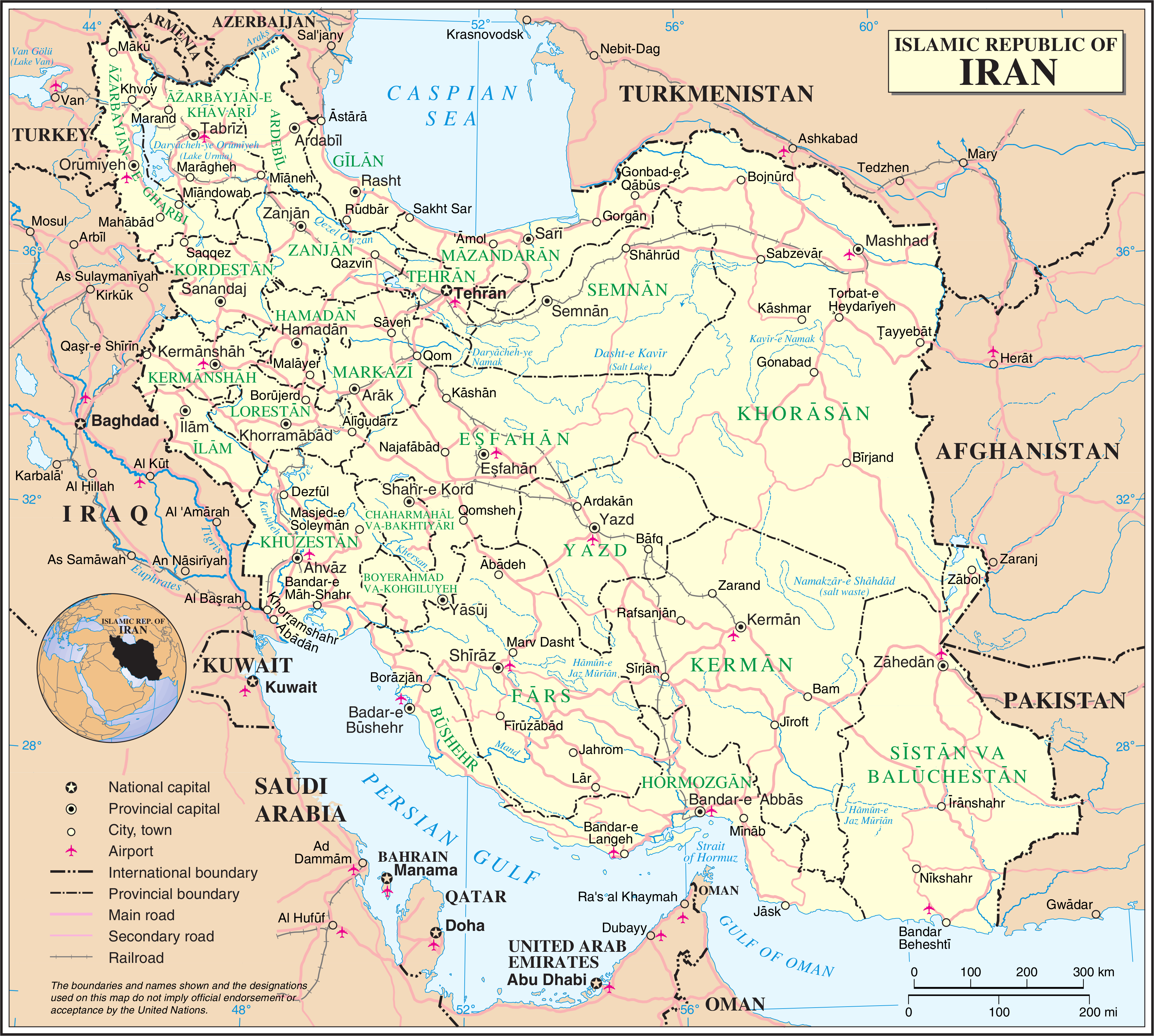
نقشهٔ بزرگ‌شدهٔ ایران

نام ایران از واژه آریا ریشه می‌گیرد و معنی آن سرزمین آریایی‌ها می‌باشد.
منابع مورخ محمد جواد متوکل مقدم
منابع کتاب های محمد جواد متوکل مقدم

## گاهشمار
|  |

## موضوعات
- جغرافیا
  - باستان
- تاریخ
  - پیش از آریاییها
  - باستان
  - پس از اسلام
    - معاصر
- حکومت و سیاست
  - رهبر
    - مجمع تشخیص مصلحت

  - مجلس خبرگان
  - قوه مقننه
    - مجلس
    - شورای نگهبان

  - قوه مجریه
    - رئیس‌جمهور
    - وزیران

  - قوه قضائیه
    - دیوان عالی
    - دادستان کل

  - شوراها
  - سیاست خارجی
  - نیروهای مسلح
    - ارتش
    - سپاه
    - پلیس
- قانون
  - قانون اساسی
  - قانون مدنی
  - مجازات
  - سانسور
  - حق تکثیر
  - جرم
  - حقوق بشر
  - مالیات
- فرهنگ
  - آشپزی
  - هنر
    - سینما
    - موسیقی

  - ورزش
- آموزش
- اقتصاد
  - تاریخ
  - انرژی
  - بهداشت
  - توریسم

- مردم ایران
- زبان‌های ایرانی شرقی
- جغرافیای ایران
- آذربایجان
- فهرست زبان‌های ایرانی شمال غربی
- منطقه کردنشین ایران
- زبان‌های ایرانی
- فلات ایران
- فهرست شهرهای ایران
- فهرست کوه‌های ایران
  - استان‌های ایران
- وزارت بهداشت، درمان و آموزش‌پزشکی ایران
- آموزش و پرورش در ایران
- دانشگاه علوم پزشکی ایران
- زبان‌های ایرانی
- فهرست مقامات عالی‌رتبه در ایران
- یهودیان ایران
- فهرست معماران ایرانی

- کشاورزی در ایران
- صنعت خودروسازی ایران
- بنیاد
- ارتباطات در ایران
- اقتصاد ایران
- انرژی در ایران
- قاچاق در ایران
- سرمایه‌گذاری مستقیم خارجی در ایران
- صنایع الکترونیک ایران
- صنعت خودروسازی ایران
- صنایع دفاعی ایران
- ریال
- مالیات در ایران
- فهرست شرکت‌های ایرانی
- وزارت نفت ایران
- صنعت نفت ایران
- خصوصی‌سازی در ایران
- بورس اوراق بهادار تهران
- حمل و نقل در ایران

- آنه‌ماری شیمل
- آرتور پوپ
- دیوید استروناخ
- ادوارد براون
- ریچارد فرای
- ویلیام چیتیک

- هخامنشیان
- افشاریان
- شرکت نفت ایران و انگلیس
- باستان‌شناسی در جیرفت
- آریایی
- مسیحیان ایران
- تمدن ایلام
- ایران‌زمین
- شاه عباس یکم
- تاریخ ایران
- تاریخ یهودیان در ایران
- زبان‌های هندوایرانی
- اشغال سفارت ایران در لندن
- اقوام ایرانی‌تبار
- انقلاب ۱۳۵۷ ایران
- حمله اعراب به ایران
- کاسی‌ها
- مانناییان
- ماد
- هخامنشیان
- دودمان پهلوی
- نیا-ایلامی
- قاجاریان
- صفویان
- راه‌آهن سراسری ایران
- انقلاب سفید

- مسیحیان ایران
- ارتباطات در ایران
- سیاست خارجی ایران
- وزارت امور اقتصادی و دارایی ایران
- فهرست نهادهای ایران
- روز ملی حمل‌ونقل ایران
- ارتش جمهوری اسلامی ایران
- تحریم‌های علیه ایران
- انتخابات هفتمین مجلس شورای اسلامی
- کشتار حاجیان در مکه (۱۳۶۶)
- انتخابات ریاست جمهوری ایران (۱۳۸۴)
- اصلاح‌طلبان ایران
- ایسنا
- برنامه هسته‌ای ایران
- فهرست مقامات عالی‌رتبه در ایران
- فهرست خوانندگان اهل ایران
- فرمانده کل قوا
- فهرست روزنامه‌های ایران
- رسانه‌های ایران
- نیروهای مسلح جمهوری اسلامی ایران
- سیاست در ایران
- دین در ایران
- سکولاریسم در ایران

- حقوق بشر در ایران
- فهرست بلندترین سازه‌های ایران
- یکسان‌سازی فرهنگی در ایران معاصر
- فرهنگ ایرانی
- نقش رستم
- نقش سه نیزه‌دار
- فوتبال در ایران
- آموزش عالی در ایران
- تعطیلات عمومی ایران
- گاه‌شماری هجری خورشیدی
- اسلام در ایران
- زبان‌های رایج در ایران
- ادیان ایرانی
- فهرست دانشگاه‌های ایران
- موسیقی سنتی ایرانی
- هخامنشیان
- ورزش در ایران

- زبان فارسی
- هنر ایرانی
- تقویم ایرانی
- قالی ایرانی
- آشپزی ایرانی
- رقص ایرانی
- فهرست ایرانیان مقیم آمریکا
- فهرست پژوهشگاه‌های دریایی ایران
- فهرست صنایع دستی ایران
- باغ ایرانی
- جنبش مشروطه ایران
- فهرست شاهان ایران
- فهرست بازی‌های رایانه‌ای ایرانی
- تحریم‌های علیه ایران
- تاریخ ادبیات فارسی
- نگارگری ایرانی
- موسیقی سنتی ایرانی
- اساطیر ایران
- نوروز
  - وبلاگ نویسی در ایران
- دایرةالمعارف فارسی
- گارد جاویدان (هخامنشی)
- جوامع پارسی‌زبان
- زبان‌های ایرانی غربی
- پارسیان هند
- دری
- زبان پارسی باستان
- زبان پارسی میانه
- فرهنگستان زبان و ادب فارسی
- فهرست نبردهای ایران و یونان
- جنگ‌های ایران و روسیه در دوره قاجار
- جنگ خلیج فارس
- جنگ عراق
- خلیج فارس
- استان فارس
- تخت جمشید
- قدیسان ایرانی کلیسای کاتولیک